# Міростовиці-Гурні
Міростовиці-Гурне (пол. Mirostowice Górne, нім. Ober Ullersdorf) — село в Польщі, у гміні Жари Жарського повіту Любуського воєводства.
Населення — 467 осіб (2011).
У 1975-1998 роках село належало до Зеленогурського воєводства.

## Демографія
Демографічна структура станом на 31 березня 2011 року:
|          | Загалом | Допрацездатний вік | Працездатний вік | Постпрацездатний вік |
| -------- | ------- | ------------------ | ---------------- | -------------------- |
| Чоловіки | 238     | 43                 | 182              | 13                   |
| Жінки    | 229     | 58                 | 130              | 41                   |
| Разом    | 467     | 101                | 312              | 54                   |